# 東武デハ2形電車
東武デハ2形電車（とうぶデハ2がたでんしゃ）は、かつて東武鉄道に在籍した電車。1925年（大正14年）に新製された東武初の半鋼製車両である。
本項では本形式および同系の制御車であるクハ1形が属する大正14年系全般について記述する。

## 概要
1924年（大正13年）の伊勢崎線浅草（初代・現在のとうきょうスカイツリー） - 西新井間電化に際して大正13年系デハ1形が新製されたが、輸送量の増加に伴ってそれらと編成する制御車（クハ）が必要となり、新製されたものが本系列である。1925年（大正14年）11月にクハ1形1 - 6が、同年12月には西新井 - 越谷間の電化完成による電動車（デハ）の所要数増加に伴ってデハ2形9・10がそれぞれ新製された。デハ2形についてはデハ1形1 - 8から連続した車両番号（車番）が付与され、電動車・制御車といった各車両種別ごとに形式称号とは無関係に続番が付与されるという、戦前の東武における車番付与基準適用の先駆けとなった。なお、製造は大正13年系と同じく、全車とも日本車輌製造東京支店が担当した。
外観ならびに性能は大正13年系と大きく変わるところはないが、構体設計が大正13年系の鉄骨木造車体から主要部分に鋼板を使用した半鋼製車体に変更されたことが最大の特徴である。本系列の新製当時は鉄道車両の構体設計が木造車体から半鋼製・全鋼製車体へ切り替わる過渡期に相当し、前述のように東武においては本系列が初の半鋼製車体の採用例となった。
導入後は大正13年系とともに運用され、クハ1形の電動車化ならびに戦後に実施された大改番に伴う改番を経て、1955年（昭和30年）以降荷物電車（荷電）へ改造される車両も発生した。旅客用車両として残存した車両については1967年（昭和42年）まで、荷電化改造を施工された車両は1983年（昭和58年）までそれぞれ運用された。

## 車体
全長15,940mmの半鋼製構体であり、デハ2形・クハ1形ともに両側に運転台を備える両運転台構造である。屋根部は大正13年系のダブルルーフ構造に対してシングルルーフ構造に変更された。前面形状は緩い曲面を描く丸妻構造で、前面窓は大正13年系と同様に5枚備え、左右両端の窓上には行先表示窓を設置し、その分上下寸法が中央寄りの3枚と比較して縮小されたものとなっている点も準じている。側面窓配置は1D2 3 2D2 3 2D1（D：客用扉）で、客用扉下部にステップを有する点とともに大正13年系の仕様を踏襲しているが、本系列においては腰板部の外板が車体裾部まで引き下げられており、外部から台枠が見えない設計となった点が異なる。
車内はデハ2形・クハ1形ともにロングシート仕様で、トイレは設置されていない。

## 主要機器
本系列が搭載する主要機器の仕様はいずれも大正13年系と同一である。

### 主制御器
ウェスティングハウス・エレクトリック (WH) 開発の電磁単位スイッチ式間接非自動 (HL) 制御器を採用した。
なお、本系列に引き続き増備された大正15年系ならびに昭和2 - 4年系においては、HL制御器に代わってイングリッシュ・エレクトリック (E.E.) 社デッカーシステムの系譜に属する電動カム軸式自動加速制御器が採用されたため、本系列は東武におけるHL制御車として落成した最後の形式となった。

### 主電動機
ウェスティングハウス・エレクトリックWH556-J6（端子電圧750V時定格出力74.6kW/同定格回転数985rpm）で、1両当たり4基搭載する。駆動方式は吊り掛け式である。

### 台車
釣り合い梁式のブリル27-MCB-2（固定軸間距離2,134mm）をデハ2形・クハ1形ともに装着する。

### 制動装置
ウェスティングハウス・エア・ブレーキ (WABCO) 社開発のM三動弁による元空気溜管式AMM自動空気ブレーキである。同制動装置によって床下に搭載された制動筒（ブレーキシリンダー）を動作させ、床下に設置された制動引棒（ブレーキロッド）を介して前後台車の制動を行う制動機構が採用されている。

### その他
パンタグラフはデハ2形に1両当たり2基搭載する。また、連結器は大正13年系とは異なり、落成当初より自動連結器を採用した。

## 導入後の変遷
運用開始後は大正13年系とともに形式ごとの区別なく混用された。なお、大正13年系デハ1形は書類上は全車とも電動車であったものの、内2両（デハ7・8）は制御車代用として運用されていたことから、本系列竣功後における東武が保有する電車の内訳は電動車8両・制御車8両となっていた。

### クハ1形の電動車化
1931年（昭和6年）にクハ1・2が電動車化改造を施工され、制御車代用から正式に電装解除された前述デハ1形7・8（車番はいずれも初代）と車番の交換を行う形でデハ2形7・8（2代）と改称・改番された。電装品はデハ1形ならびにデハ2形9・10と同一のものを搭載していることから、同2両の電動車化に際しては、電装解除された初代からの発生品を流用したものと推定される。
1937年（昭和12年）には残るクハ3 - 6も電動車化された。同4両の電動車化改造に際しては電装品に国産（日立製作所製）の製品が用いられ、主制御器は電動カム軸式間接自動制御のMCH-200Bを、主電動機はHS-254（端子電圧750V時定格出力75kW）を搭載し、同時に台車が住友金属工業製の形鋼組立型釣り合い梁式台車KS31L（固定軸間距離2,135mm）に換装された。電動車化改造後はデハ101形101 - 104と別形式に区分され、HL制御の他の車両とは併結が不可能となった。

### 戦中から戦後にかけて
第二次世界大戦中の空襲などによって、東武が保有する車両各形式にも被災車両が少なからず発生したが、本系列においては1945年（昭和19年）にデハ101形101・104が戦災で車体を焼損した。同2両は1947年（昭和22年）に汽車製造において焼損車体をそのまま修繕する形、いわゆる「叩き直し」と称する修繕方法によって復旧工事が施工された。復旧に際しては電装解除が実施されたほか、片運転台化、前面窓の3枚化、乗務員扉の新設とそれに伴う客用扉の移設等が施工され、出場後の窓配置はdD1 3 2D2 3 2D1（d：乗務員扉, D：客用扉）と変化し、原形とは大幅に異なる外観に変化した。また、前述の通り現車は出場当時から制御車であったものの、車体表記ならびに書類上の扱いとも電動車（デハ）のまま運用に復帰した。
戦後間もなく、激増した輸送需要に対応するため、東武においては国鉄63系の割り当てを受けることを決定したが、同系列導入の見返りとして保有車両の地方私鉄への供出を運輸省より指示されたことに伴い、本系列からはデハ2形7・9・10の3両が供出対象となった。同3両は1947年（昭和22年）から1948年（昭和23年）にかけてデハ7・9が新潟交通へ、デハ10が上毛電気鉄道へそれぞれ譲渡された。
| 旧番   | 譲渡後             |
| デハ7  | 新潟交通モハ17     |
| デハ9  | 新潟交通モハ18     |
| デハ10 | 上毛電気鉄道デハ81 |

### 大改番による形式再編
前述供出対象とならず東武に残存した5両は、1951年（昭和26年）に施行された大改番によって、モハ1110形・モハ1400形・クハ420形の各形式に区分された。
| 旧番    | 改番後   |
| デハ8   | デハ1110 |
| デハ101 | クハ420  |
| デハ102 | モハ1400 |
| デハ103 | モハ1401 |
| デハ104 | クハ421  |

デハ2形として唯一残存したデハ8はモハ1110形1110と改称・改番された。大改番実施当時の東武における旅客用車両のHL制御車はモハ1110と大正13年系モハ1100形1100・1101の計3両を数えるのみであり、いずれも旅客運用には用いられていなかった。モハ1110はデハ8当時に館林電車区（現・南栗橋車両管区館林出張所）の構内入換車へ転用されたのを皮切りに、浅草工場・西新井電車区（現・東京地下鉄千住検車区竹ノ塚分室）を転々とし、1949年（昭和24年）以降は西新井工場の構内入換車に専従した。
デハ101形中、戦災を免れたデハ102・103はモハ1400形1400・1401と改称・改番された。また、主要機器の仕様が同一であった昭和2 - 4年系デハ105形105 - 108も大改番に際してモハ1402 - 1405として同一形式に統合された。
前述戦災復旧車両であるデハ101・104については大改番に際して正式に制御車形式に改められ、クハ420形420・421と改称・改番された。また、昭和2 - 4年系の戦災復旧車両クハユ1形3も大改番に際してクハ422として同一形式に統合された。

### 大改番以降の動向
入換車として使用されていたモハ1110形1110は1955年（昭和30年）11月に荷物電車（荷電）に転用され、モユニ1190形1190と改称・改番された。さらにモハ1400形1400・1401についても1964年（昭和39年）5月に荷電に転用され、モニ1470形1471・1472と改称・改番された。
一方、クハ420形は当初下野電気鉄道引き継ぎ車両であるモハニ1670形と編成して主に鬼怒川線で運用され、モハニ1670形が館林地区へ転属した後は32系電動車各形式と編成して大師線などのローカル線区で運用された。1964年（昭和39年）より32系各形式の3000系への車体更新が開始されるとクハ420形も更新対象となり、1966年（昭和41年）にクハ421・422が、翌1967年（昭和42年）にはクハ420がそれぞれ更新を実施され、クハ420形は形式消滅した。
また、荷電化改造を実施した車両についても、荷物輸送量の減少や荷物扱い廃止に伴って、1976年（昭和51年）にモユニ1190形1190が、1983年（昭和58年）にはモニ1471・1472がそれぞれ廃車となり、大正14年系に属する車両は全廃となった。
モニ1471（元クハ1形4）は除籍後杉戸工場において保管されたのち、日本貨物鉄道（JR貨物）へ譲渡された。譲渡後は小山駅構内において長年にわたり保管されていたが、2008年（平成20年）4月に解体処分されたため、本系列で現存する車両はない。